# Конятин (Вижницький район)
Коня́тин — село в Україні, у Путильському районі Чернівецької області, центр Конятинської сільської громади. Населення становить 677 осіб.

## Географія
Село лежить на правому березі р.Білий Черемош, за 30 км від районного центру Путили та 48 км від залізничної станції Вижниця і 124 км від обласного центру Чернівців. Село сусідиться із Яблуницею і Довгопіллям, а через р. Білий Черемош – з с.Черемошна Верховинського району Івано-Франківської області.  Через село проходить центральна дорога, яка з’єднує кінцеву автобусну зупинку Яблуницького напрямку в Яблуниці і до села Усть-Путила.

## Історія
З 1991 року село Конятин в складі незалежної України.
26 січня 2017 року шляхом об'єднання Довгопільської, Конятинської та Яблуницької сільських рад Конятин став адміністративним центром — Конятинської сільської громади..

## Населення
За даними перепису населення 2001 року у селі проживали 677 осіб.
Рідною мовою назвали:
| Мова       | Кількість осіб | Відсоток |
| ---------- | -------------- | -------- |
| українська | 673            | 99,41 %  |
| російська  | 3              | 0,44 %   |
| молдавська | 1              | 0,15 %   |

## Видатні люди
- Томків Анатолій Миколайович (народився 1954 у Конятині) — український письменник і журналіст, член НСЖУ.
- Ферлієвич Віктор Васильович (1994—2018) — старший солдат Збройних сил України, учасник російсько-української війни.

## Світлини

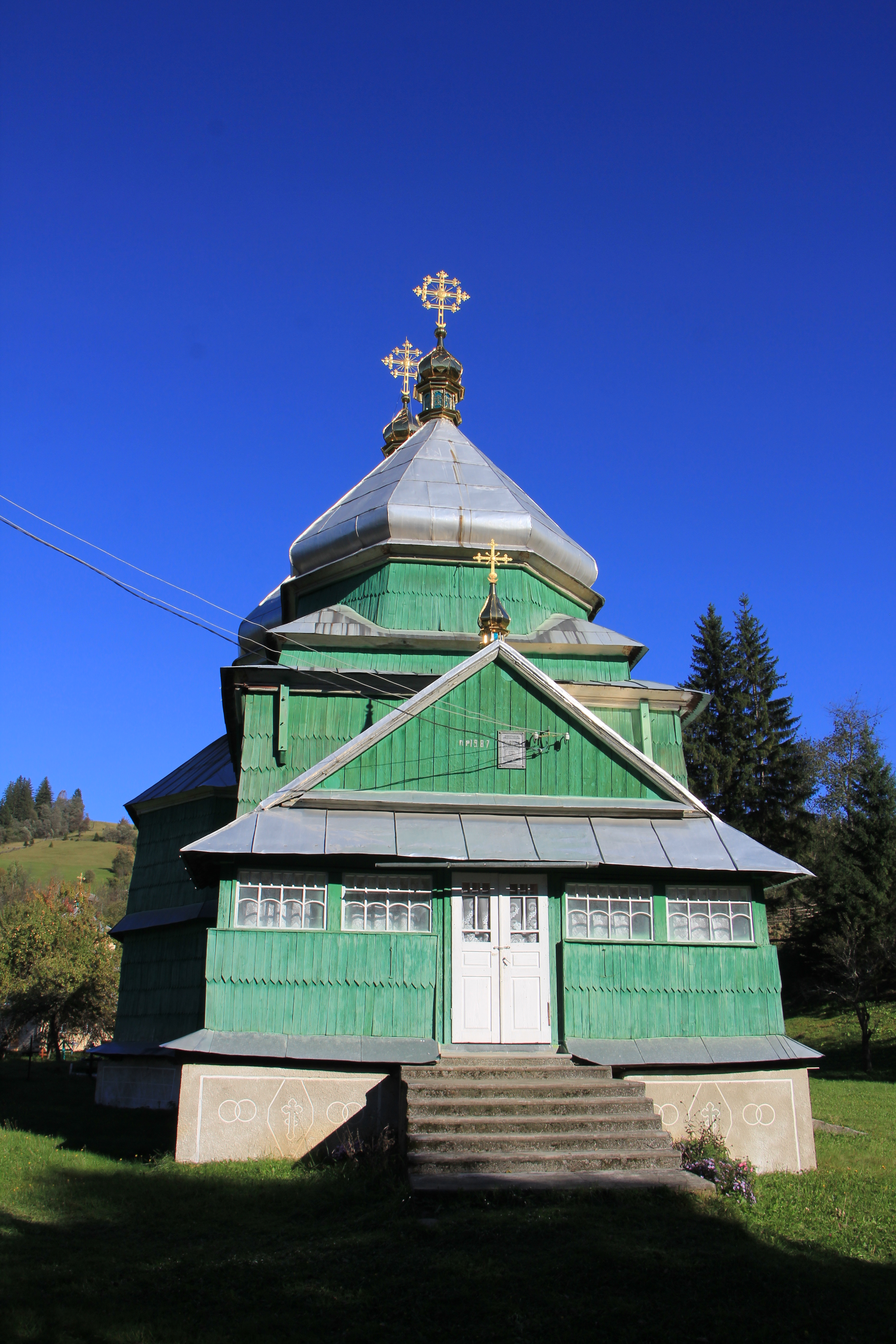
Дерев'яна церква Св. Василя 1877р.
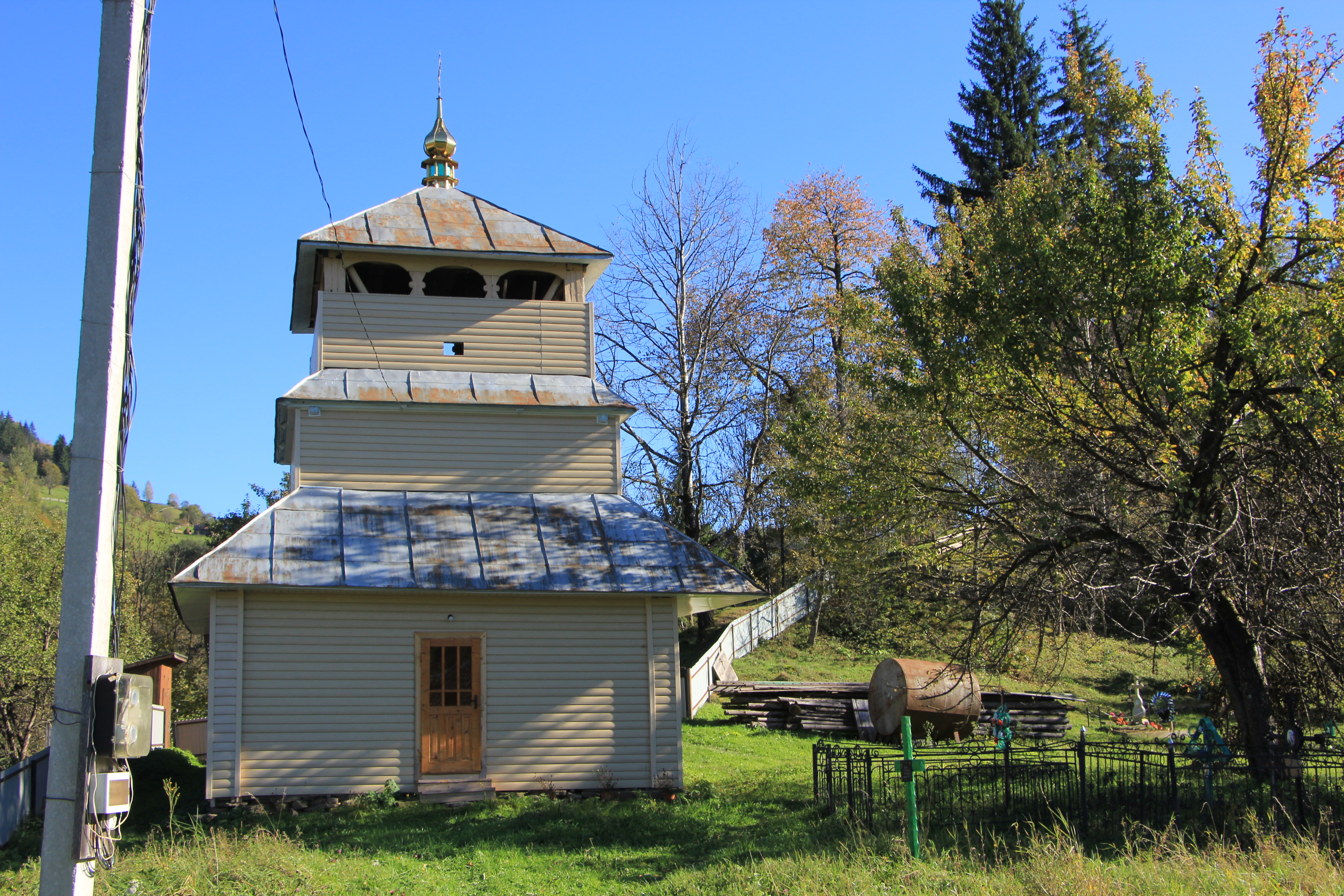
Дерев'яна церква Св. Василя 1877р. Дзвіниця
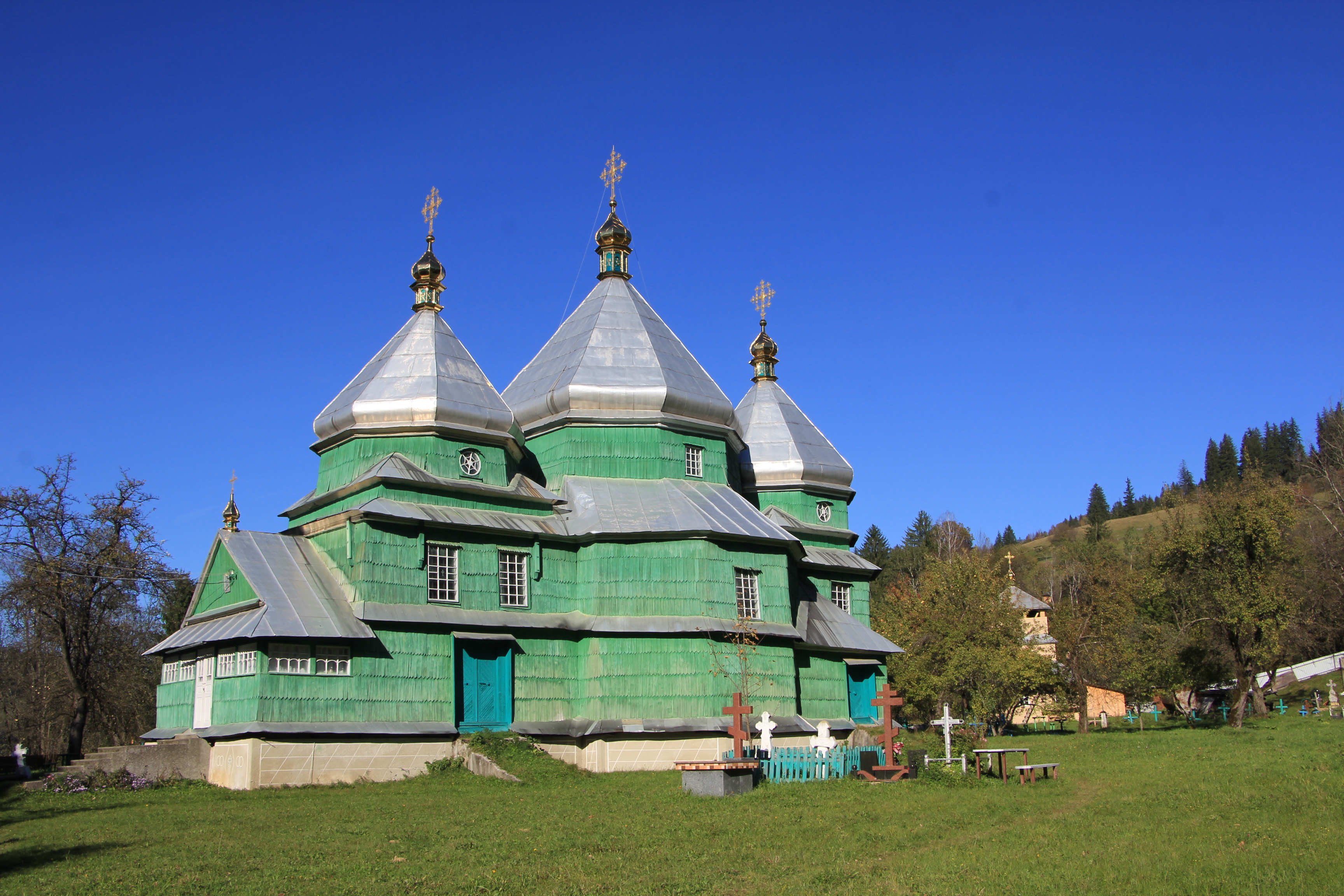
Дерев'яна церква Св. Василя 1877р.